# اختراع‌هایی که جهان را تغییر داد
اختراع‌هایی که جهان را تغییر داد (انگلیسی: Inventions That Changed the World) مجموعه مستند ۵ قسمتی با اجرای جرمی کلارکسون است که برای نخستین بار در ۱۵ ژانویه ۲۰۰۴ از شبکه بی‌بی‌سی تو پخش شد. این برنامه نگاهی به اختراعاتی می‌اندازد که جهان را به شکل مدرن درآوردند.